# Episodi di Misfits (quinta stagione)
La quinta e ultima stagione della serie televisiva Misfits è stata trasmessa nel Regno Unito dal 23 ottobre all'11 dicembre 2013 su E4. È la stagione finale della serie.
In Italia la stagione è stata trasmessa in prima visione assoluta dal 28 maggio al 16 luglio 2014 sul canale Rai 4.
| nº | Titolo originale | Titolo italiano          | Prima TV UK      | Prima TV Italia |
| -- | ---------------- | ------------------------ | ---------------- | --------------- |
| 1  | Episode One      | Possessione              | 23 ottobre 2013  | 28 maggio 2014  |
| 2  | Episode Two      | Il lato oscuro           | 30 ottobre 2013  | 4 giugno 2014   |
| 3  | Episode Three    | Phantasmagoria           | 6 novembre 2013  | 1 giugno 2014   |
| 4  | Episode Four     | Come un colpo di vecchio | 13 novembre 2013 | 18 giugno 2014  |
| 5  | Episode Five     | Realtà virtuale          | 20 novembre 2013 | 25 giugno 2014  |
| 6  | Episode Six      | Morte per compassione    | 27 novembre 2013 | 2 luglio 2014   |
| 7  | Episode Seven    | Contro ogni probabilità  | 4 dicembre 2013  | 9 luglio 2014   |
| 8  | Episode Eight    | Nuovo inizio             | 11 dicembre 2013 | 16 luglio 2014  |

## Possessione
- Titolo originale: Episode One
- Diretto da: William McGregor
- Scritto da: Howard Overman

### Trama
Dopo il trapianto di polmone si viene a sapere (da Emma, una ragazza che ha il potere di far capitare incidenti a sé stessa) che Alex ha acquisito la capacità di togliere i poteri alle persone facendo sesso con loro, dunque Emma lo convince a fare sesso con lei, in modo da far cessare finalmente gli incidenti. Intanto, al centro servizi sociali arriva un gruppo di boyscout apparentemente innocui ma che, segretamente, possiedono un potere satanico. Il capo scout riesce a trasformare Finn in un agente di satana e in seguito lo stesso Finn trasformerà anche Rudy, Abby e Jess. Alla fine Alex irromperà nel centro servizi sociali (beccandosi poi, proprio per questo motivo, i servizi sociali), riuscendo a bloccare Finn e a fare sesso con lui, togliendogli il potere satanico e quindi anche la sua influenza sugli altri. Intanto, Rudy2 inizia a partecipare ad un gruppo di sostegno per persone con poteri. Nel gruppo è presente Tim (il "ragazzo videogioco" della 2ª stagione) e anche una misteriosa tartaruga. In questo gruppo Rudy2 conosce Maggie, un'anziana signora che lavora a maglia il futuro e che gli dà un maglione premonitore.

## Il lato oscuro
- Titolo originale: Episode Two
- Diretto da: William McGregor
- Scritto da: Howard Overman

### Trama
Durante il servizio sociale, Rudy vede suo padre con un'amante e si fa aiutare da Jess per scoprire cosa sta succedendo. Spiando il padre scoprono che è un uomo violento. In realtà l'uomo violento è la personificazione della parte cattiva del padre, che si è sdoppiata dopo il temporale, esattamente come è successo a Rudy. Alla fine Rudy, con l'aiuto di Jess (che fa finta di essere la sua ragazza), riuscirà a sbarazzarsi della parte cattiva del padre. Abby trova una sciarpa e comincia ad annusarla sempre, come se l'odore le ricordasse qualcosa. La sciarpa appartiene ad una ragazza, Laura, che Abby incontra al bar. Intanto, Rudy2 continua a partecipare agli incontri del gruppo di sostegno, dove conosce un ragazzo, Sam, che ha il potere di volare (potere raffigurato sul maglione premonitore).

## Phantasmagoria
- Titolo originale: Episode Three
- Diretto da: William McGregor
- Scritto da: Howard Overman

### Trama
Abby inizia a frequentare Laura, con la quale ha anche rapporti fisici, dunque crede di essere omosessuale. In seguito, si scopre che in realtà Abby è l'amica immaginaria di Laura che è stata creata dopo il temporale. Da piccola Laura aveva paura di Scary, una specie di "boogieman" che la terrorizzava, quindi Abby aveva il compito di proteggerla. Il potere di Laura però ha reso reale anche Scary, ma alla fine Abby riuscirà ad uccidere il mostro, salvando Laura. Intanto, l'assistente sociale ci prova con Finn e gli confessa di amarlo, ma Finn lo spinge via con la telecinesi e l'assistente sociale cade dalle scale. Insieme ad Alex e Rudy cercano di seppellirlo, ma scoprono che è ancora vivo dunque simulano un incidente d'auto. Rudy2 viene aggredito da un rapinatore e poi salvato da Sam, ma quest'ultimo vola via prima che Rudy2 possa parlargli del maglione. Nel mentre, Rudy1 continua sempre di più ad interessarsi a Jess.

## Come un colpo di vecchio
- Titolo originale: Episode Four
- Diretto da: Lawrence Gough
- Scritto da: Jon Brown

### Trama
Rudy2 scompare per qualche giorno e poi si ripresenta trasformato in un vecchio che soffre di demenza. Inizialmente, Rudy1 lo ignora e non si prende cura di lui, in seguito Jess lo convincerà a comportarsi meglio con lui e a scoprire cosa è successo. Rudy1 si reca al gruppo di sostegno insieme ad Abby e Finn per indagare. Qui Abby scopre che la misteriosa tartaruga si chiama Mark ed è una persona con un potere, rimasta intrappolata. Abby ruba la tartaruga e la porta al centro servizi sociali. Finn conosce un ragazzo che finisce in uno sgabuzzino ogni volta che nega la propria omosessualità e gli consiglia di andare da Alex per farsi togliere il potere. Intanto, Rudy1 si incontra con Tim, aiutandolo a tenere a bada il suo potere dei videogiochi tirando un elastico sul polso. Al centro servizi sociali Rudy2 ha un attacco cardiaco e viene salvato da una ragazza di nome Helen con il potere di controllare l'elettricità (altro potere raffigurato sul maglione). Alla fine si scopre che Rudy2 è stato trasformato da un ragazzo che ha il potere di scambiarsi l'età con le persone. Rudy1 riesce a trovare il ragazzo e lo costringe a restituire la vera età a Rudy2. Al gruppo di sostegno Rudy2 mostra finalmente il maglione a Sam, mentre Maggie cuce un altro maglione raffigurante 3 ragazzi dei servizi sociali morti in un lago di sangue. Intanto, Rudy1 chiede finalmente a Jess di uscire e lei accetta.

## Realtà virtuale
- Titolo originale: Episode Five
- Diretto da: Lawrence Gough
- Scritto da: Howard Overman

### Trama
Una ragazza, Leah, ha il potere di trasferirsi nel corpo degli altri tramite il proprio computer e di intrappolare le persone nella propria realtà virtuale. Leah entra nel corpo di una sua amica e si reca al gruppo di sostegno dove conosce Finn. Rudy sta tentando di indirizzare Finn verso un'altra ragazza, in modo tale da nascondergli il fatto che si sta frequentando con Jess. Intanto, una ragazza che ha il potere di rivoltare le cose al contrario si presenta al bar in modo che Alex le possa togliere il potere. Rudy2 cerca di convincere Rudy1 a rivelare a Finn i propri sentimenti per Jess, ma Rudy1 non è d'accordo, quindi per cercare di far sparire l'interesse di Finn per Jess, filma quest'ultima mentre è in bagno e pubblica il video in rete, scatenando l'ira di Jess. In seguito, Leah intrappola Finn nel proprio mondo virtuale, così Rudy, Jess, Alex ed Abby cercano di salvarlo, ma Leah entra nel corpo di Alex e riporta Finn nella sua casa. Alla fine Finn riuscirà a convincere Leah a liberarlo dal mondo virtuale. Intanto, Rudy si scusa con Jess e i due infine si mettono insieme. Rudy2 invece, va a trovare Helen (la "ragazza elettrica"), ringraziandola per avergli salvato la vita e rivelandole la storia del maglione.

## Morte per compassione
- Titolo originale: Episode Six
- Diretto da: Lewis Arnold
- Scritto da: Howard Overman

### Trama
Al centro servizi sociali arriva un gruppo di malati terminali, la cui assistente, Karen, ha il potere di mimetizzarsi nell'ambiente (ultimo potere raffigurato sul maglione). Nel gruppo dei malati c'è Ben, un ragazzo che finge di avere il cancro per fare sesso con le ragazze e Lucas, un ragazzo con il cancro alla pelle che ha il potere di assorbire la voglia di vivere dalle persone con un abbraccio. Lucas userà il suo potere prima con Ben (che si suiciderà) e poi con Finn, che verrà salvato dagli altri prima che possa suicidarsi. Nel mentre, Rudy non riesce a fare sesso con Jess perché secondo lui Jess è una ragazza troppo pura per i suoi standard, ma alla fine Jess gli rivelerà delle cose sconce su di lei e i due riusciranno finalmente a fare sesso. Intanto, Alex incontra una ragazza di nome Hayley che gli lancia una maledizione quando lui si rifiuta di aiutarla. In seguito, Alex si scuserà con Hayley e lei toglierà la maledizione. Nel frattempo, Rudy2 inizia a frequentarsi con Helen e i due si mettono insieme. Successivamente, Rudy2 riesce ad incontrarsi anche con Karen (la "ragazza mimetica"), completando finalmente il suo "puzzle" di supereroi rappresentati sul maglione.

## Contro ogni probabilità
- Titolo originale: Episode Seven
- Diretto da: Lewis Arnold
- Scritto da: Jon Brown

### Trama
È passato un anno dal temporale, quindi Abby e Rudy2 organizzano una festa di compleanno al centro servizi sociali. Rudy2 invita i suoi amici del gruppo di sostegno (che inizialmente non vanno d'accordo), mentre Alex invita Sarah, una ragazza alla quale aveva tolto un potere ipnotico. Rudy1 distribuisce l'ecstasy e solo dopo scopre che questa inverte l'effetto dei poteri: Jess diventa cieca, Abby dà l'ecstasy alla tartaruga riuscendo finalmente a liberare Mark, mentre Alex restituisce a Sarah tutti i poteri che aveva assorbito in precedenza (Il potere di causare incidenti, di rivoltare le cose al contrario, l'ipnosi e il potere satanico). Sarah perde immediatamente il controllo di sé stessa (essendo posseduta), usa il potere di rivoltare le cose al contrario per uccidere Mark e il potere ipnotico per prendere il controllo delle menti di Finn, Jess, Rudy1 ed Abby. Alex, rimasto ormai solo, sapendo che Sarah possiede anche il potere di causare incidenti, usa una buccia di banana per provocare un incidente mortale che uccide Sarah, liberando gli altri dalla sua influenza. Intanto, Rudy2 ed Helen affrontano Tim, che ha perso il controllo del suo potere; vengono salvati da Karen e infine tutti e quattro (Rudy2, Sam, Karen ed Helen) decidono di riunirsi per formare il gruppo di supereroi. Jess riceve un maglione su cui è raffigurata lei con un bambino. Quando Rudy1 lo scopre, rifiuta di assumersi questa responsabilità.

## Nuovo inizio
- Titolo originale: Episode Eight
- Diretto da: Wayne Yip
- Scritto da: Howard Overman

### Trama
Jess è addolorata dall'egoismo di Rudy, poiché non le è stato accanto nel momento del bisogno, dunque si allontana da lui e conosce un giovane di nome Luke con il quale passa la notte. La mattina dopo, Jess si risveglia e scopre di avere avuto un figlio; Luke ha fatto scorrere il tempo in avanti di un anno e vuole costringere Jess a passare il resto della sua vita con lui e loro figlio. In questo futuro, Finn è un assistente sociale, Alex lavora ancora al bar, Abby vende articoli da golf, mentre Rudy, ancora innamorato di Jess, si è lasciato andare e sembra un senzatetto. Nel frattempo, Rudy2 ha ormai fondato la banda di supereroi con Helen, Sam e Karen. Tuttavia, i tre supereroi sembrano essere stati presi da una mania di onnipotenza, perché puniscono i delinquenti uccidendoli. Rudy2 se ne rende conto e così i due gruppi sono costretti ad affrontarsi. Alex, Abby, Finn, Jess e Rudy1 riescono ad uccidere Sam e Karen. In seguito, Rudy2 decide di ricongiungersi a Rudy1 e insieme si sacrificano per riuscire ad uccidere anche Helen. Per salvare la situazione, Jess decide di uccidersi dopo aver lasciato un videomessaggio sul suo telefono. Questa manovra spinge Luke a tornare indietro nel tempo, ma grazie al videomessaggio Jess riuscirà ad uccidere Luke dopo aver concepito il bambino. Alla fine Jess perdona Rudy1 e lui accetterà di prendersi cura del bambino. Rudy2, consapevole del futuro a cui andranno incontro se formerà la banda di supereroi, decide di non proseguire nel suo intento e parte in vacanza insieme ad Helen. Alla fine, Rudy, Jess, Finn, Alex ed Abby decidono di usare i loro poteri per far del bene alle persone, diventando dei veri supereroi.